# Sepia officinalis
Sepia officinalis (danh pháp hai phần: Sepia officinalis) là một loài mực nang thuộc họ Sepiidae. Nó có áo dài 49 cm và cân nặng 4 kg. Loài này từ các vùng biển cận nhiệt đới nhỏ hơn và hiếm khi có áo dài vượt quá 30 cm.
Loài mực này có nguồn gốc Địa Trung Hải, Biển Bắc và Biển Baltic, mặc dù phân loài đã được đề xuất như xa về phía nam đến Nam Phi. Nó sống trên cát và bùn đáy biển đến độ sâu khoảng 200 m. Như trong hầu hết các loài mực nang, sinh sản diễn ra trong vùng nước nông.